# Проспект Парк (округ Делавер, Пенсилванија)
Проспект Парк (енгл. Prospect Park, Delaware County) град је у америчкој савезној држави Пенсилванија.

## Демографија
По попису из 2010. године број становника је 6.454, што је 140 (-2,1%) становника мање него 2000. године.
| Група             | 2000.         | 2010.         |
| Белци             | 6.267 (95,0%) | 5.910 (91,6%) |
| Афроамериканци    | 91 (1,4%)     | 192 (3,0%)    |
| Азијати           | 115 (1,7%)    | 119 (1,8%)    |
| Хиспаноамериканци | 60 (0,9%)     | 124 (1,9%)    |
| Укупно            | 6.594         | 6.454         |